# 杨锦灵
楊錦靈是越南女演員，電視女演員和MC。 她獲得了1999年亞軍獎。

## 早年经历
1982年10月13日，她在同奈省隆慶市社出生。她出生在一个有两个姐妹的家庭，从很小的时候，她就表现出了她的表演天赋，当她经常参加学校的艺术活动时，不过她的梦想是成为一个杰出的女商人，而不是一个著名的艺术家。在同奈市的DL文学学院读了高中，并获得了1999年城市电影协会的亚洲奖后，楊錦靈决定前往美国，在德克萨斯州達拉斯的里奇蘭學院学习商业管理。在学习期间，她参加了许多比赛，并获得了诸如2006年美国十大越南小姐、德州奥黛小姐等奖项。7年后，她回到了美国，在一家公司工作。有一次，楊錦靈在《生活大爆炸》(2008)中扮演了一个粉红色的角色。即使是次要的角色，当你第一次接触到相机镜头和表演时，你也会遇到很多压力和压力，但我没想到你会爱上第七项艺术。从第一个角色开始，杨金莲继续在许多其他的电视电影中扮演角色，如:《空巷》(2008)，《嫁给我的人》，《野花》，《情人节》，《我们是否相爱》，《宇宙的脚》，《医生的钱》(2009)，《单身父亲》(2010)…
楊錦靈说:电影来了，和我在一起，就像一种债务。在我18岁的时候，当我赢得了电影小姐奖的时候，我有很多有利的条件来进入艺术领域，但我决心要走另一条路。出乎意料的是，我终于在出发的地方找到了自己。虽然我26岁的时候就已经很晚才看电影了，但我很自信自己做了正确的选择，而且会在这条路上成功。

## 生活
楊錦靈在服饰和生活方面都很注重。 與演員Minh Luan深深相愛近2年，但她很少分享她的愛情故事。然而却在2012年终结，給觀眾留下了很多遺憾。 據很多信息說是第三人干預了他們的戀情。 此外，還楊錦靈被媒体大肆炒作。 分手後，她遭受了很長時間的痛苦。 2016年9月，她與“血面膜”製作人生下了她的長子，叫威廉。

## 慈善事業
楊錦靈是2012年至今慈善基金會理解心臟的心臟大使（由演員之寶擔任主任）。 她與基金會的社交活動並肩工作，例如：參加書展，簽署書籍了解心臟，給Cho Ray醫院的貧困患者送禮物，給孩子們送禮物 我很窮......
楊錦靈還擁有自己的慈善基金會（即：楊錦靈善基金會）。 該基金吸引了眾多國內外粉絲的關注和貢獻。 在每年的春節假期，如農曆新年，中秋節，國際兒童 ......她和FanClub的成員組織志願者到偏远地区慰问。